# Petričević vára
Petričević vára egy középkori várhely Horvátországban, a Lika-Zengg megyei Gospićhoz tartozó Barlete határában.

## Fekvése
A vár helyét Gospićtól keletre, a Likai karsztmezőn, a Jaruga-patak völgyében fekvő, Barlete falu részét képező Zavođe településrész határában, a Kulina nevű helyen feltételezik. 

## Története
Franz Julius Fras császári katonai topográfus Barlete faluban a vár mellett megemlít egy másik tornyot, amelyet az emberek „Krmpotića kulának” neveznek. Ezt a tornyot a neves horvát történész Gjuro Szabo is megemlíti. Ma a torony pontos helye nem ismert. Krešimir Matijević szerint ennek a toronynak a maradványait a „Kulina” nevű helyen kell keresni (578 m tengerszint feletti magasságban), Zavođe Barletsko falu közelében. Ez a hely nincs messze azoktól a „Jagodnjak” és „Brda” nevű földektől, amelyeken Pavičić a török előtti Petričevići falu helyét feltételezi. Hozzá kell tenni, hogy Zavođe Barletsko falucska lakóinak többsége Krmpotić vezetéknevet visel.
A fentiek alapján nagy biztonsággal mondhatjuk, hogy ez a torony a középkori Petričević várával azonos, amelyet a Mogorović nemzetségből származó névadó Petričević család épített. Pavičić azon a véleményen van, hogy a vár 1509 után, közvetlenül a törökök érkezése előtt épült. Mercator térképén a várat „Petrigeuic” alakban jelzi és felcsrélve a két vár helyét Vrebac, valamint Barlete közé helyezi. Forlani térképére 1570-ből származó térképén a várat torz formában említi. Stjepan Gunjača a Mercator-térképen Petrova Gorának olvassa a nevet, ami nem helyes, mert a török előtti időszakban nem említenek ilyen nevet ezen a területen. 

## A vár mai állapota
A vár helye 2000-ben aknaveszély miatt nem volt bejárható.